# 海榕菜属
海榕菜属（学名：Carpobrotus），别名莫邪菊属、剑叶花属、匍昼花属等，是一种地面爬行植物属，具有多汁的叶子和大雏菊般的花朵。其学名名字来源于古希腊语“καρπός（果实）”和“βρώτος（食用）”，指的是其可食用的果实。
该属包括大约12到20个公认的物种。大多数是南非特有的，但至少有四种澳大利亚物种和一种南美洲物种。

## 分布与栖息地
海榕菜属主要栖息在温和的地中海气候下的沙质沿海栖息地，也可以在内陆的沙质到沼泽地找到。一般来说，它们更喜欢开阔的沙地空间，在那里它们的细长根和较短的侧枝形成密集的地下网络，比地上的匍匐枝延伸得更远。植物在花园中茁壮成长，但很容易逃到其他合适的地方。它们很容易在沙质土壤上形成大面积的地面覆盖物，当海榕菜属被引入非本地区域时，这很容易抑制本地沙丘植被。
海榕菜属原产于南非、南澳大利亚海岸和智利沿海。作为引进物种，它在北半球的类似栖息地广泛分布：美国太平洋沿岸；欧洲的地中海和大西洋沿岸；和新西兰。

## 生态
各种海榕菜属的果实被许多也传播其种子的动物和鸟类食用。

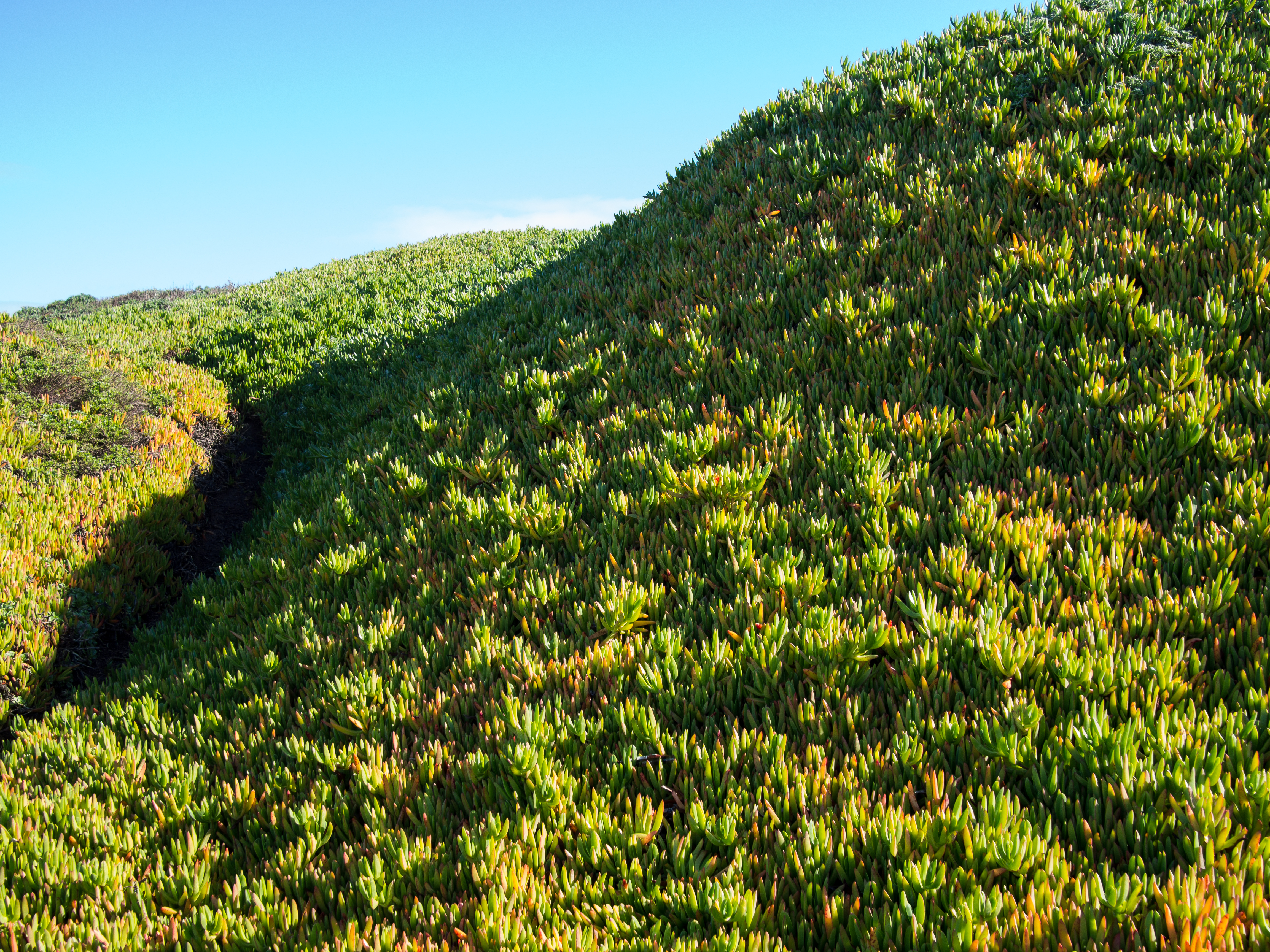
加州佩斯卡德罗沼泽自然保护区的大片海榕菜属

各种海榕菜属物种是世界各地适宜气候条件下的入侵引进物种。当与它们作为防火带的价值相平衡时，它们造成的危害是可变的，有时会引起激烈争论以及作为野生动物的食物。种子通过哺乳动物传播，例如鹿、兔子和啮齿动物吃成熟的果实。

## 用途
Carpobrotus acinaciformis和食用昼花由于其生长迅速、习性密集和耐火性强，常被用作地被植物。海榕菜属也耐旱。

## 医用与营养价值
Carpobrotus glaucescens以其咸味果实而闻名，这是水果中的一种罕见特性。
海榕菜属的叶汁可用作温和的收敛剂。应用于皮肤，它是一种流行的水母和类似蜇伤的紧急治疗方法。与水混合后可用于治疗腹泻和胃痉挛。它还可以用作喉咙痛、喉炎和口腔轻度细菌感染的漱口剂。它也可以像芦荟一样外用，用于治疗伤口、蚊虫叮咬和晒伤。它还用于治疗皮肤病。这是一种治疗肺结核的药物，混合了蜂蜜和橄榄油。水果已被用作泻药。

## 种
以下列表不包括被视为同义词的名称，但包括状态仍未确定的物种。
- 短剑 Carpobrotus acinaciformis  (L.) L.Bolus
- Carpobrotus aequilaterus  (Haw.) N.E.Br.
- 昼花 Carpobrotus chilensis  (Molina) N.E.Br.
- Carpobrotus deliciosus  (L.Bolus) L.Bolus
- Carpobrotus dimidiatus  (Haw.) L.Bolus
- 食用昼花 Carpobrotus edulis  (L.) N.E.Br.
- Carpobrotus glaucescens  (Haw.) Schwantes
- Carpobrotus mellei  (L.Bolus) L.Bolus
- Carpobrotus modestus  S.T.Blake
- Carpobrotus muirii  (L.Bolus) L.Bolus
- Carpobrotus praecox  (F.Muell.) G.D.Rowley specific status unresolved.
- Carpobrotus pulleinei  J.M.Black specific status unresolved.
- Carpobrotus quadrifidus  L.Bolus
- 红匍昼花 Carpobrotus rossii  (Haw.) Schwantes
- Carpobrotus virescens  (Haw.) Schwantes

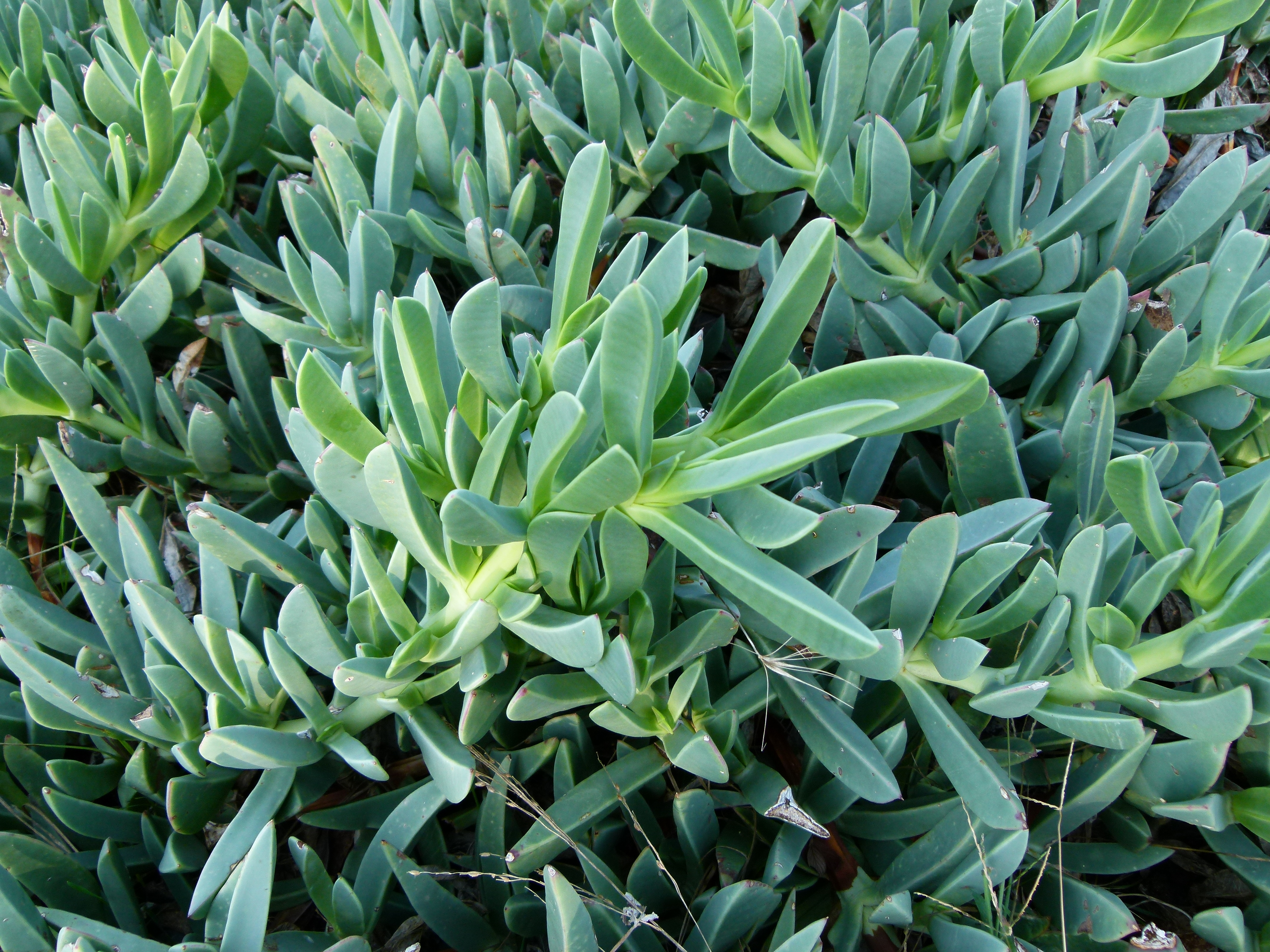
Carpobrotus quadrifidus
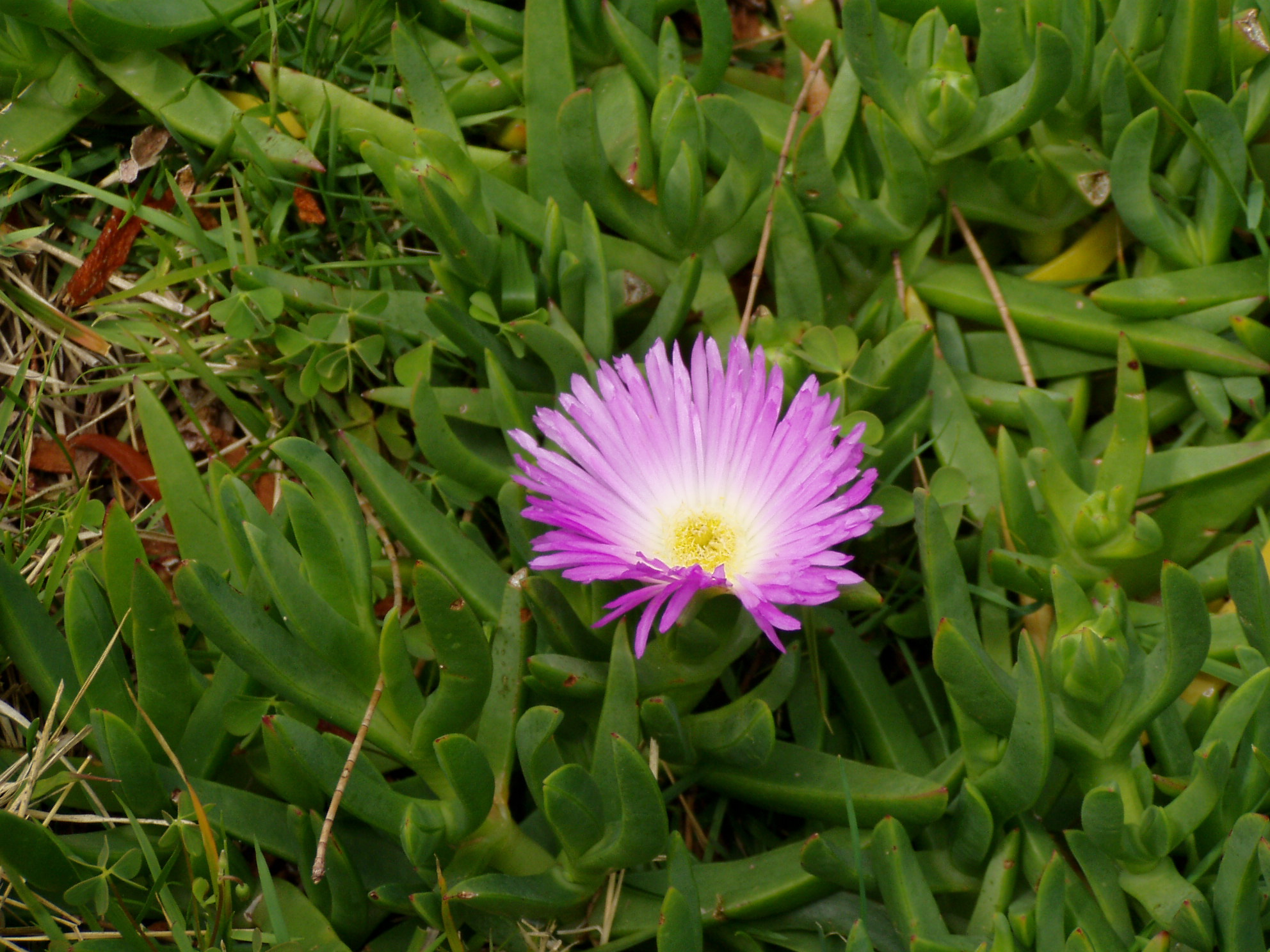
Carpobrotus glaucescens
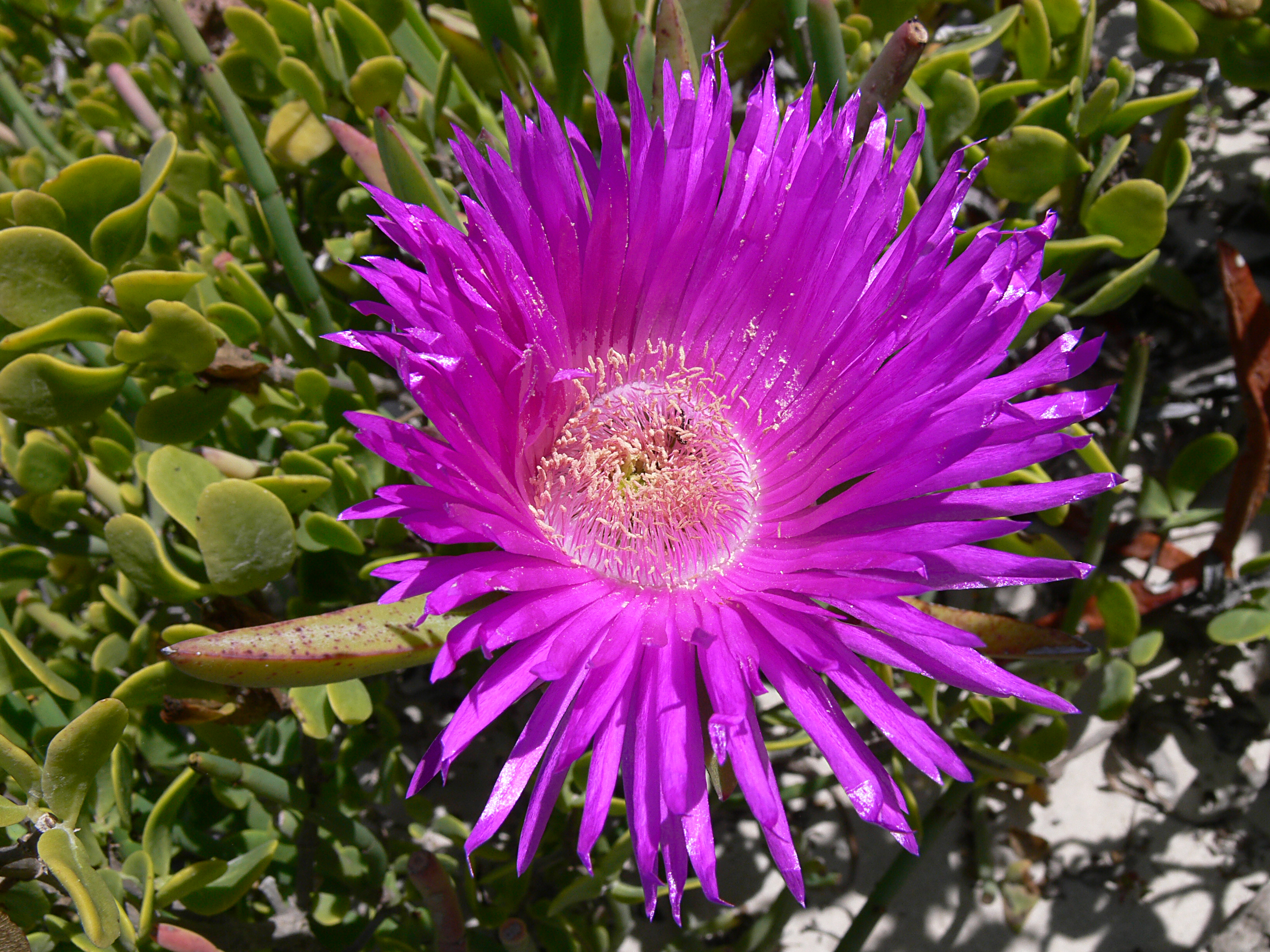
Carpobrotus acinaciformis
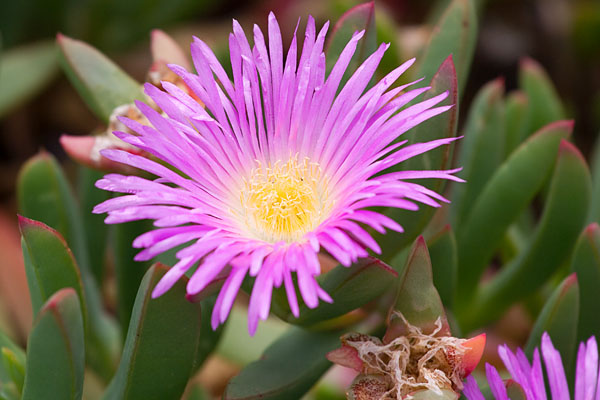
Carpobrotus aequilaterus